# グンナー・オルソン
オロフ・グンナーオルソン（Olof Gunnar Olsson、1908年6月19日 - 1974年9月27日）は、スウェーデン出身の元同国代表サッカー選手。現役時代のポジションはフォワード。
1926年から11年をGAIS一筋で送り、1934年にはスウェーデン代表の一員として1934 FIFAワールドカップに参加した。

## タイトル

### クラブ
GAIS
- アルスヴェンスカン : 1回 (1930-31)